# Nine (Vila Nova de Famalicão)
Nine es una freguesia portuguesa situada en el municipio de Vila Nova de Famalicão. Según el censo de 2021, tiene una población de 3019 habitantes.